# Automolis virgata
Automolis virgata är en fjärilsart som beskrevs av James John Joicey och Talbot 1921. Automolis virgata ingår i släktet Automolis och familjen björnspinnare. Inga underarter finns listade i Catalogue of Life.